# Directorate of Military Intelligence
Das Directorate of Military Intelligence (DMI) war das Militärnachrichtendienst-Department des britischen War Office.

## Geschichte
1873 wurde innerhalb des Quartermaster General's Department die Intelligence Branch mit einem anfänglichen Personal von sieben Offizieren gegründet. Anfangs war die Intelligence Branch ausschließlich mit dem Sammeln von Informationen beschäftigt, doch unter der Führung von Henry Brackenbury, einem Protegé des einflussreichen Adjutant-General Lord Wolseley, wurde sie zunehmend mit Planungsaufgaben betraut. Trotz dieser Schritte hin zu einem neu entstehenden Generalstab blieb die Intelligence Branch jedoch ein rein beratendes Gremium, was ihren Einfluss stark einschränkte. Die Branch wurde 1888 in das Adjutant General's Department verlegt und Brackenburys Titel wurde in Director of Military Intelligence geändert. Es wurde 1946 durch den Defence Intelligence Staff abgelöst. Von den Sektionen des DMI sind heute noch der Security Service (MI5) und der Secret Intelligence Service (MI6) aktiv.

## Liste der historischen Military-Intelligence-Sektionen
- MI1 – Kryptologie während des Ersten Weltkrieges
- MI2 – russische und skandinavische Sektion
- MI3 – Osteuropa
- MI4 – Kartensektion im Zweiten Weltkrieg
- MI5 – Inlandsgeheimdienst
- MI6 – Auslandsgeheimdienst
- MI7 – Propaganda und Zensur
- MI8 – Funkaufklärung im Zweiten Weltkrieg (Aufgabenstellung Elektronische Kampfführung)
- MI9 – Agentensteuerung und Rückführung von Militärs aus dem Einflussbereich der Achsenmächte
- MI10 – Waffen und technische Analyse im Zweiten Weltkrieg
- MI11 – Sicherheitspolizei
- MI12 – Militärzensur
- MI14 – Informationsgewinnung, heute MI6
- MI15 – Luftbild-Fotografie
- MI16 – wissenschaftlicher Nachrichtendienst
- MI17 – Sekretariat
- MI19 – Informationsgewinnung von Kriegsgefangenen im Zweiten Weltkrieg, unterhielt Combined Services Detailed Interrogation Centres (CSDIC, Bsp. London Cage) (Auftrag entsprechend Feldnachrichtentruppe)
- MI (JIS) – Planungsstab Achse
- MI L (R) – Russische Zusammenarbeit
- MI L – Militärattachés

Die Sektionsbezeichnungen MI13 und MI18 wurden offiziell nicht genutzt. Die meisten MI Sektionen wurden aufgelöst und zusammengefasst.